# Jakob von Hoff
Jakob von Hoff (der Jüngere) (* 1598; † 16. August 1670 in Ziegenhain) war ein hessischer Adeliger und Verwaltungsbeamter. Er wurde landgräflich Hessen-Kasseler Geheimer Rat, Hofmarschall, Kommandant der Festung Ziegenhain und Oberamtmann der ehemaligen Grafschaft Ziegenhain.

## Herkunft und Familie
Hoff stammte aus einem alten schlesischen Adelsgeschlecht, von dem ein Mitglied – wohl mit dem Deutschen Orden – nach Kurland und Livland übergesiedelt war. Vorfahren waren wahrscheinlich die Herren von Hoff genannt Schnorbein, die vor allem in Ingramsdorf im Kreis Schweidnitz begütert waren. Seine Eltern waren Jacob von Hoff d. Ä. (* 1585), Erbherr auf Planetzen bei Goldingen und auf Alt-Letzen und Rittmeister in polnisch-litauischen Diensten, und dessen Ehefrau Anna geb. von Hollen (* 1590).
Er heiratete 1643 Guda Magdalena Clauer zu Wohra (* 1620, † nach 1680 und spätestens 1684), Tochter des Carl Clauer, 1628 bis 1638 einer der Obervorsteher der vier hohen Hospitäler Hessens, und dessen Ehefrau Helena Schenk zu Schweinsberg. Der Ehe entstammten zwei namentlich bekannte Kinder:
- Wilhelm von Hoff d. Ä. (1644–1689), der 1671 Johanna Dorothea von Schwertzell zu Willingshausen heiratete und landgräflich hessen-kasselscher Oberhofmarschall, Hofmeister, Geheimer Rat und Hofrichter wurde, und
- Elisabeth, die den Obervorsteher der vier hohen Hospitäler Hessens Wilhelm Diede zum Fürstenstein heiratete, in Immichenhain lebte und 13 Kinder gebar; von diesen verstarben alle früh oder ledig außer Magdalena Sophia, die den hessischen Obristleutnant zu Pferde Karl von Meysenbug aus Züschen heiratete.[3]

## Leben und Wirken
Jakob von Hoff trat bereits in jungen Jahren in polnisch-litauischen, dann in französischen Dienst. Es folgte eine Zeit als Hofmeister des Grafen Jakob Johann von Hanau-Münzenberg (1612–1636), jüngster Bruder der Landgräfin Amalie Elisabeth (1602–1651) von Hessen-Kassel, und schließlich trat er 1636, nachdem Graf Jakob Johann bei Zabern gefallen war, in den Dienst der Landgrafen von Hessen-Kassel.
Zunächst diente er Wilhelm V. von Hessen-Kassel im Juli–September 1636 als Sondergesandter in den Niederlanden, wo er u. a. bei dem Statthalter Friedrich Heinrich von Oranien um Unterstützung gegen die Truppen des kaiserlichen Generals Johann von Götzen nachsuchte. Als diese Verhandlungen stockten, kam der Landgraf selbst und der französische Gesandte in Den Haag, Hercule de Charnacé, bewegte diesen zu einem Bündnis mit dem französischen König Ludwig XIII. Daraufhin wurde Hoff am 13. Oktober 1636 nach Paris entsandt, um Hessen-Kassels Aufnahme in das französisch-niederländische Bündnis und die regelmäßige Zahlung von französischen Subsidien zu erwirken. Diese Verhandlungen zogen sich sehr in die Länge, und erst im Oktober 1637 kehrte Hoff nach Kassel zurück, wo er als Rat und Hofmeister der beiden Landgrafensöhne Wilhelm (1629–1663) und Philipp vorgesehen war.
Landgraf Wilhelm V. war kurz zuvor, am 17. September 1637, im Exil im Feldlager bei Leer verstorben, aber seine Witwe, die Regentin Amalie Elisabeth, beließ es bei Hoffs Berufung zum Hofmeister ihrer Söhne. Philipp starb zwar schon 1638, aber Hoff blieb mehr als zehn Jahre lang Hofmeister und damit wichtigster Erzieher des jungen Landgrafen Wilhelm VI. Von Anfang November 1646 bis September 1647 begleitete er diesen auch auf dessen Kavalierstour in die Niederlande und nach Frankreich. Auf der Rückreise stattete man dem Kurfürsten Friedrich Wilhelm von Brandenburg einen Besuch ab, dessen Schwester Hedwig Sophie (1623–1683) Wilhelm am 19. Juli 1649 heiratete.
Bereits 1642–1643 war Hoff mit einer politisch bedeutenden Sonderaufgabe betraut worden: er vertrat, nach dem Tod des Grafen Johann Ernst von Hanau-Münzenberg im Januar 1642, die Kasseler Ansprüche auf diese Grafschaft bei dem (noch minderjährigen) Grafen Friedrich Casimir von Hanau-Lichtenberg und dessen Vormund Georg II. von Fleckenstein-Dagstuhl in Hanau. Ergebnis war ein Erbvertrag, nach dem die Grafschaft Hanau-Münzenberg bei Aussterben des Hauses Hanau im Mannesstamm an Hessen-Kassel fallen sollte. Dieser Fall trat dann 1736 ein. Regentin Amalie Elisabeth belehnte Hoff in Anerkennung seiner Verdienste im November 1644 erblich mit dem Winterschen, ehemals Rinckschen Gut in Rommershausen und der damit verbundenen dortigen Niederen Gerichtsbarkeit. Diese Belehnung wurde im Februar 1669 noch einmal von der Landgräfin Hedwig Sophie erneuert.
Im Jahre 1650, nach dem Tod des Obristen und Hofmarschalls Hans Henrich von Günderrode (1596–1650), wurde Hoff von Landgraf Wilhelm VI. zum Hofmarschall und Geheimen Rat berufen. Am 1. Januar 1653 wurde er zusätzlich Kommandant von Ziegenhain und Oberamtmann der ehemaligen Grafschaft Ziegenhain. (Wann er Obrist wurde, ist nicht bekannt, aber vermutlich im Zusammenhang mit seiner Ernennung zum Kommandanten von Ziegenhain.) In Ziegenhain ließ er sich 1659–1661 das Steinerne Haus, einen alten Burgmannensitz aus dem 14. Jahrhundert, zu einer Dreiflügelanlage mit Treppenturm ausbauen; am Portal findet sich seitdem das Allianzwappen der Hoff und der Clauer von Wohra. Seit 1938 befindet sich darin das Museum der Schwalm.
1658 war Hoff einer der vier nach Heidelberg entsandten hessischen Räte, die dort vergebens versuchten, im ehelichen Zerwürfnis zwischen Charlotte von Hessen-Kassel und Kurfürst Karl Ludwig von der Pfalz zu vermitteln. Im August 1669 repräsentierte er den Landgrafen bei den Trauerfeierlichkeiten für Margarete geb. Brahe, die verstorbene erste Gemahlin des Landgrafen Friedrich II. von Hessen-Homburg.
1670 reiste er zusammen mit dem Rat und späteren Kasseler Vizekanzler Hieronymus Galle nach Hanau, um dort nicht nur den Streit zwischen Lutheranern und Reformierten zu schlichten, sondern überhaupt die Machtbefugnisse des Grafen Friedrich Casimir einzuschränken. Dieser förderte einerseits zum Ärger der reformierten Mehrheit seiner Untertanen die lutherische Konfession und stand andererseits auch mit seinen Verwandten in heftigem Streit, da er seine Grafschaft schwer verschuldet hatte und daher die Teil-Grafschaft Hanau-Lichtenberg an Herzog Karl IV. von Lothringen verpfänden wollte. Die Kasseler Regentin Hedwig Sophie, besorgt wegen des Erbvertrags von 1643, unterstützte die Gegner des Grafen und unterstellte Hoff, um Druck auf den Grafen auszuüben, 1300 Fußsoldaten und zwei Schwadronen hessischer Kavallerie, die bis ins hanauische Windecken vorrückten. Friedrich Casimir musste ausdrücklich auf sein Jus reformandi verzichten. Der sogenannte Religionshauptrezeß legte die Gleichberechtigung der beiden evangelischen Konfessionen fest und gab jeder eine eigene Kirchenverwaltung, so dass es in der Grafschaft Hanau nunmehr zwei Landeskirchen gab. Den beiden Vormündern der Neffen und präsumptiven Erben Friedrich Casimirs wurde die Mitregentschaft in der Grafschaft übertragen und ein Vetorecht gegen Entscheidungen des Grafen eingeräumt.

## Tod
Aufgrund zunehmender gesundheitlicher Beschwerden ersuchte Hoff im März 1670 bei der Landgrafen-Witwe und Regentin Hedwig Sophie um Ablösung von seinen Ämtern. Er starb am 16. August 1670 in Ziegenhain und wurde am 21. Februar 1671 im Chorraum der Kirche von Rommershausen beigesetzt.

## Besitz
Von seinem Vater erbte Jakob von Hoff die Güter Planetzen und Alt-Letzen in Kurland. Auf Jakob von Hoffs Ersuchen ließ Herzog Jakob von Kurland und Semgallen 1648 ihn und seine Familie, als Besitzer dieser Güter, in die Erste Klasse des kurländischen Adelsmatrikels setzen.
Bereits 1643 erhielt er von Graf Johann Ernst von Hanau-Münzenberg als Erblehen einen freien adligen Hof in Marköbel, in der Folge „von Hoffisches Lehengut“ oder auch „Junkernhof“ genannt. Dazu gehörten ein Braumonopol und Jagd- und Holzrechte sowie ab 1649 die dort von ihm gekauften Ober- und Untermühle.
Aufgrund seiner Ehe erbte er nach dem Tod seines Schwiegervaters Carl Clauer den Junkernhof in Gemünden (Wohra), einen Burgsitz, dessen Herrenhaus Carl Clauer um das Jahr 1602 errichtet oder umgebaut hatte, sowie drei weitere ehemals Clauersche Lehnshöfe in Gemünden. Die Belehnung damit erfolgte durch die Landgräfin Amalie Elisabeth, ebenso die mit den zuvor ebenfalls Clauerschen Mannlehen der Burg Schönstein und des freien Guts in Schönau.
In Rommershausen erwarb er im November 1644 als erbliches Lehen den frei-adligen Winterschen, ehemals Rinkschen Hof, den der landgräfliche Rat Reichart Rinck ab 1539 zu einer kleinen Schlossanlage ausgebaut hatte, und die damit verbundene Niedere Gerichtsbarkeit im Ort. Den Hof hatte die Regentin Amalie Elisabeth zuvor von Ludwig von Linsingen, dessen Ehefrau Christine geb. von Löwenstein und deren Schwester Marie von Hundelshausen, geb. von Löwenstein, den Winterschen Erben, käuflich erworben. Daneben besaß er dort Jagd-, Holz-, Fischerei-, Brau- und Schankrechte, das Mühlregal und als Allodien mehrere weitere im Laufe der Jahre gekaufte Höfe.
Das Steinerne Haus in Ziegenhain kam 1653 bei seiner Ernennung zum Kommandanten der Festung Ziegenhain in seinen Besitz. Vermutlich gleichzeitig mit der Ernennung zum Oberamtmann der einstigen Grafschaft Ziegenhain erhielt er auch das Lehen über das freie Rügegericht zu Wegebach.
1655 kaufte er das Dorf Strang von den Allodialerben des Franz Caspar von Löwenstein-Schweinsberg zu Waltersbrück. 1657 kaufte er für 1050 Reichstaler von Adolf Sittich von Löwenstein-Schweinsberg († 1662) – und erhielt von Landgraf Wilhelm VI. als Mannlehen – das zuvor löwensteinsche Dorf Waltersbrück und das Gericht Waltersbrück mit den Dörfern Waltersbrück, Schlierbach, Bischhausen und Dorheim und den Wüstungen Gleimerod, Gerzhausen und Ahausen.
Die finanziellen Mittel zum Erwerb von Besitz in Hessen erlangte er durch den Verkauf der vom Vater geerbten Güter in Kurland.